# 269550 Chur
A 269550 Chur (ideiglenes jelöléssel 2009 WT5) a Naprendszer kisbolygóövében található aszteroida. J. De Queiroz fedezte fel 2009. november 16-án.